# Lagons de Pedra Badejo
Les lagons de Pedra Badejo (en portugais : Lagoas de Pedra Badejo) est un site de zones humides de l'île de Santiago au Cap-Vert.

## Description
Il s'agit d'un site de 666 hectares comprenant deux lagons côtiers situés dans les estuaires des rivières Ribeira dos Picos et Ribeira Seca, et l'ensemble du bassin de cette dernière, y compris le réservoir du barrage de Poilão. 
Le site est au sud de la ville de Pedra Badejo, sur la côte nord-est de l'île. 
Les lagons ont une grande valeur écologique pour les oiseaux car elles contiennent de l'eau douce ou légèrement saumâtre. 
Ils sont reconnus comme zone humide d'importance internationale par désignation dans le cadre de la Convention de Ramsar depuis 2005.
La zone autour des lagons est intensivement cultivée de noix de coco, de canne à sucre, de bananes, de manioc et divers légumes. 
Les lagons, qui retiennent l'eau toute l'année, se trouvent à l'embouchure de trois cours d'eau saisonniers qui, lorsqu'ils sont en crue pendant la saison des pluies, déposent de grandes quantités de boue et de débris dans les lagons, les rendant attrayants pour les oiseaux d'eau migrateurs et les espèces endémiques du Cap-Vert comme le héron pourpré (Ardea purpurea bournei) et la Rousserolle du Cap-Vert (Acrocephalus brevipennis). Des échassiers tels que l'échasse blanche (Himantopus himantopus) et le pluvier à collier interrompu (Charadrius alexandrinus) s'y reproduisent. Les plages offrent d'importants sites de nidification pour la tortue caouanne (Caretta caretta) et des aires d'alimentation pour les oiseaux marins. Entre la plage et les lagons, on trouve une végétation caractéristique, notamment des espèces de Zygophyllum, tandis qu'à l'intérieur des terres, le Prosopis juliflora est prédominant.
Le site a été identifié comme Zone importante pour la conservation des oiseaux (ZICO) par BirdLife International.